# Yamaska (série télévisée)
Pour les articles homonymes, voir Yamaska.
Yamaska est un feuilleton télévisé québécois en 163 épisodes de 42 minutes créé par Anne Boyer et Michel D'Astous diffusé entre le 28 septembre 2009 et le 28 mars 2016 sur le réseau TVA.

## Synopsis
C'est l'histoire de trois familles de Granby qui vivent un drame. Leurs vies ne seront jamais plus les mêmes. De ténébreux secrets feront surface.

## Distribution

### Famille Harrison
- Normand D'Amour : William Harrison
- Chantal Fontaine : Julie Davignon
- Adam Kosh : Lambert Harrison (†)
- Yan England : Brian Harrison
- Roxanne Gaudette-Loiseau : Ingrid Harrison
- Gabriel Maillé : Frédérick Harrison
- Michel Dumont : Zachary Harrison

### Famille Carpentier
- Denis Bernard : Philippe
- Élise Guilbault : Réjeanne Gagné
- Pascal Darilus : Geoffroy
- François Arnaud (saison 1-2) : Théo
- Guillaume Perreault (saison 2 à 7) : Théo
- Sylvie De Morais : Sacha

### Famille Brabant
- Patricia Nolin : Marthe
- Patrick Labbé : Étienne
- Émile Mailhiot : Olivier

### Autres personnages
- Maxime Allard : Stéphane Quenneville
- Anne-Marie Cadieux : Me Hélène Bouchard
- Louise Cardinal : Stéphanie Paquette
- Audréane Carrier : Alicia Maleski
- Pierre Chagnon : Robert Savoie
- René Richard Cyr : Régis Gagné
- Sophie Desmarais : Suzie Castonguay
- Christine Foley : Josée Guérard
- Ève Gadouas : Véronique Chouinard
- Michael Kelly : Alain Gagnon
- Maude Laurendeau : Victoria Maillard
- Sarah-Jeanne Labrosse : Marie-Pier Ayotte
- Andrée Lachapelle : Florence Bergman (Davignon) (†)
- Marc-Olivier Lafrance : Samuel Dumont-Roy
- Michel Laperrière : Mario Roy
- Claude Laroche : Lewis Paradis
- Dominique Leduc : Christine Paquette
- Joël Lemay : Bruno Lanthier
- Karyne Lemieux : Caroline Hébert (†)
- Nathalie Mallette : Rachel Dumont (†)
- Manon Lussier : Maxime Sigouin
- Ghislaine Paradis : Myriam Blondeau[1]
- Kalinka Petrie : Rosie Deschênes
- Richard Robitaille : Quentin Tadéo
- Aliocha Schneider : Jonathan Lépine
- Yves Amyot : Simon
- Alice Pascual : Élisabeth Atkins

## Fiche technique
- Auteurs : Anne Boyer et Michel d'Astous
- Réalisation : Louise Forest et Richard Lahaie, Philippe Gagnon (saison1)
- Producteurs : Anne Boyer et Michel d'Astous
- Directeur photo : Daniel Vincelette
- Concepteur artistique : Michel Marsolais
- Musique : Mathieu Vanasse, Jean Massicotte (saison 1), Claude Milot (saisons 2 à 6), Jean-Sébastien Brault-Labbé (saisons 4 à 6)
- Monteurs : François Gill, Nathalie Lysight (saison 1), Stéphanie Grégoire (saisons 2-3)
- Société de production : Duo Productions

## Épisodes
- La première saison (épisodes 1 à 21) a été diffusée entre le 28 septembre 2009 et le 29 mars 2010.
- La deuxième saison (épisodes 22 à 44) a été diffusée entre le 20 septembre 2010 et le 28 mars 2011.
- La troisième saison (épisodes 45 à 67) a été diffusée entre le 12 septembre 2011 et le 26 mars 2012.
- La quatrième saison (épisodes 68 à 91) a été diffusé entre le 10 septembre 2012 et le 25 mars 2013.
- La cinquième saison (épisodes 92 à 115) a été diffusée entre le 9 septembre 2013 et le 31 mars 2014.
- La sixième saison (épisodes 116 à 139) a été diffusée entre le 8 septembre 2014 et le 30 mars 2015.
- La septième saison (épisodes 140 à 163), entre le 14 septembre 2015 et le 28 mars 2016.
- Le 4 avril 2016, une émission spéciale sous forme de documentaire, intitulée "Yamaska et moi", marque la fin de la série.

Une série web dérivée, Yam, a été lancée à l'automne 2012 qui tourne autour de Samuel (Marc-Olivier Lafrance), Jonathan (Aliocha Schneider) et Frédérick Harrison (Gabriel Maillé). De plus, le procès d'Alicia (Audréane Carrier) se déroule dans la série Toute la vérité.

## Récompenses
- Prix Gémeaux 2010
  - Meilleur Texte/Téléroman : Anne Boyer et Michel d'Astous
  - Meilleur Téléroman : Anne Boyer et Michel d'Astous, Duo Productions
  - Premier rôle féminin/Téléroman : Élise Guilbault
  - Premier rôle masculin/Téléroman : Normand d'Amour

## DVD
- La première saison (5 DVD) est disponible depuis le 2 novembre 2010.
- La deuxième saison (5 DVD) est disponible depuis le 8 novembre 2011.
- La troisième saison (5 DVD) est disponible depuis le 5 mars 2013.
- La quatrième saison (5 DVD) est disponible depuis le 10 septembre 2013.
- La cinquième saison (5 DVD) est disponible depuis le 12 août 2014.
- La sixième saison (5 DVD) est disponible depuis le 2 septembre 2015.
- La septième saison (5 DVD) est disponible depuis le 2 septembre 2017.